# Inga bourgoni
Inga bourgoni là một loài thực vật có hoa trong họ Đậu. Loài này được (Aubl.) DC. miêu tả khoa học đầu tiên.